# هانی سعید (بازیکن فوتبال، زاده ۱۹۸۳)
هانی سعید (عربی: هاني سعيد؛ زادهٔ ۲۳ ژوئن ۱۹۸۳) یک ورزشکار اهل مصر است.
از باشگاه‌هایی که در آن بازی کرده‌است می‌توان به باشگاه فوتبال المصری و باشگاه ورزشی زمالک اشاره کرد.